# Edward Samuel Rogers

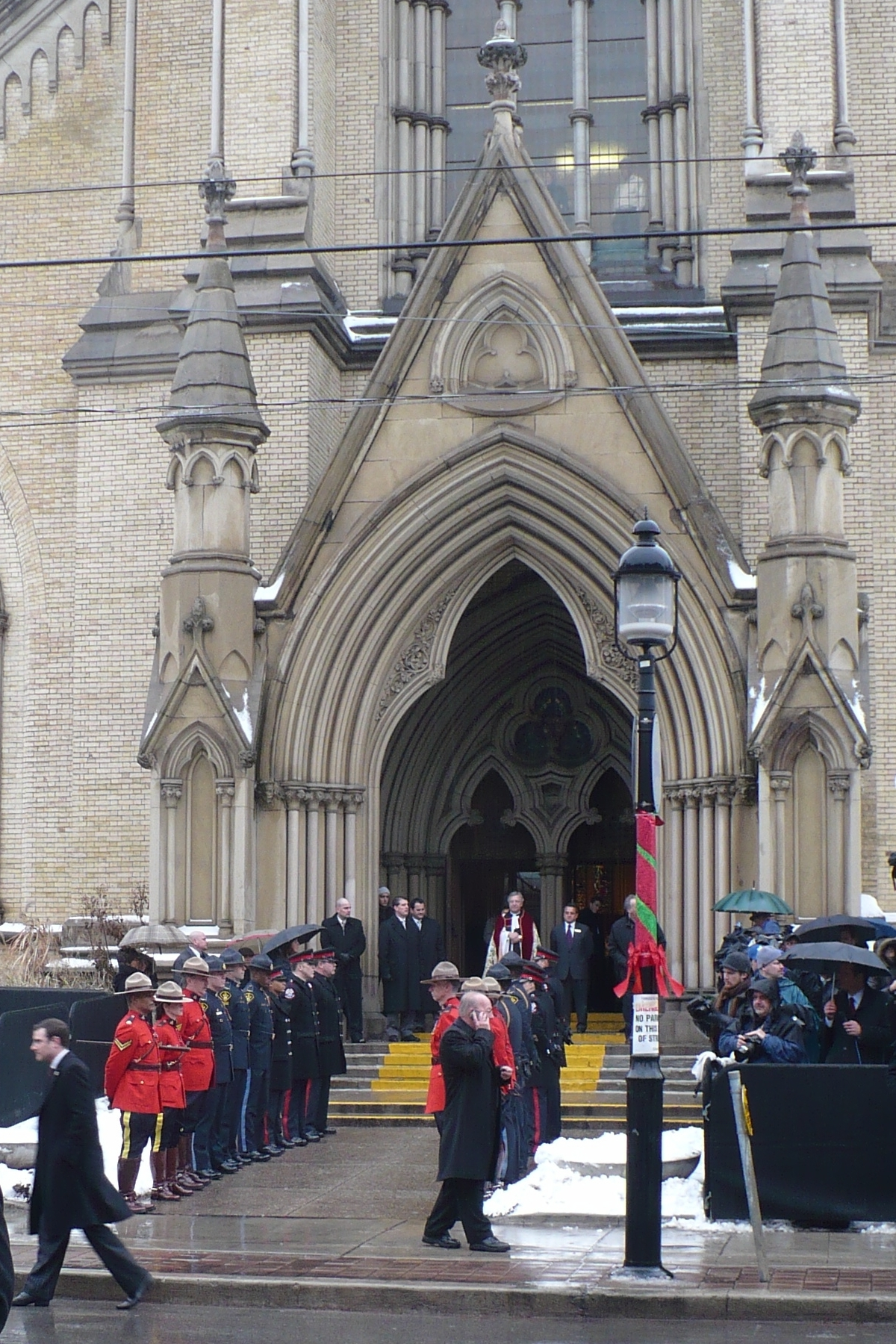
Esperando a las afuera de la iglesia St. James Cathedral (Funeral 9 de diciembre de 2008)

Edward Samuel "Ted" Rogers, Jr. (27 de mayo de 1933 - 2 de diciembre de 2008) fue el presidente y director ejecutivo de Rogers Communications Inc., y la cuarta persona más rica de Canadá en términos de valor neto ($5.7 millardos). Su padre Edward S. Rogers, Sr. es considerado como el fundador de la compañía, aunque la estación de radio que él fundó, CFRB, es ahora propiedad de otra empresa competidora canadiense Astral Media.

## Biografía
Ted Rogers nacido en Toronto, Ontario, Canadá y fue educado en la Escuela Superior de Canadá (Upper Canada College (en inglés)). Luego, Ted Rogers se graduó del Colegio Trinity de la Universidad de Toronto, en el año 1956 con un título de  Licenciatura. Mientras estudiaba pregrado, Ted Rogers se unió a la fraternidad Sigma Chi. Después, en 1979 fue nombrado un miembro significativo… el canadiense #21 en ser elogiado. En 1960, cuando todavía era un estudiante en la Escuela de Leyes Osgoode Hall, compró todas las acciones de la estación de radio local CHFI, que fue pionera en el uso de frecuencia FM, en un momento en que sólo el 5% de los hogares de Toronto tenía receptores de FM. Para 1965, Ted Rogers estaba en el negocio de  TV por cable. Finalmente, en 1967 fundó la empresa Rogers Communications que ha crecido hasta convertirse en uno de los mayores conglomerados de medios de Canadá.
Ted Rogers había sido el dueño del equipo Toronto Blue Jays de las Grandes Ligas de Béisbol desde el 1 de septiembre de 2000, cuando Rogers Communications Inc. adquirió el 80% del club de béisbol con el Labatt Brewing Company Ltd . manteniendo el 20% y el banco Canadian Imperial Bank of Commerce (CIBC) renunciando a su 10% de participación. Desde la temporada 2003, Ted Rogers fue dueño del 100%. Por otra parte, el estadio de casa  SkyDome, ha sido renombrado como Rogers Centre después de la firme compra del estadio (incluidos los derechos del nombre).
En 2006, Rogers fue incluido en el Salón de la Fama de las Telecomunicaciones canadiense, junto a su padre Edward S. Rogers Sr.
En 2000, Ted Rogers y su esposa, Loretta Rogers, donaron $26.8 millones a la Universidad de Toronto. La contribución histórica fue dirigida a la Facultad de Ciencias Aplicadas e Ingeniería que nombró el Departamento de Eléctrica e Ingeniería Informática "Edward S. Rogers Sr." en honor al difunto padre de Ted Rogers. El donativo permitió a la facultad establecer: becas de pregrado, becas de postgrado, la presidencia en Ingeniería "Edward S. Rogers Sr." y "Velma M. Rogers", los laboratorios "Rogers AT & T Wireless Communications" y el programa de becas Rogers. 
El 29 de mayo de 2007, Ted y Loretta Rogers hicieron una donación de $15 millones a la Universidad Ryerson. La donación fue dirigida hacia la Facultad de Ciencias Empresariales, que pasó a llamarse la Escuela de Gerencia "Ted Rogers"  (Ted Rogers School of Management, (en inglés)) a petición de los donantes. La mayor parte de la donación se utilizará para establecer 52 nuevos premios y becas para estudiantes de pregrado y posgrado. La donación también tiene como objetivo establecer una nueva cátedra de investigación para sembrar iniciativas académicas de investigación en la gerencia.